# Championnats d'Afrique de gymnastique artistique 2021
Navigation
Édition précédente Édition suivante
Les championnats d'Afrique de gymnastique artistique 2021 sont la 15e édition des championnats d'Afrique de gymnastique artistique. Ils se déroulent du 26 au 27 mai 2021 au Caire, en Égypte. Les championnats devaient initialement se dérouler à Pretoria en Afrique du Sud avant d'être délocalisés pour des questions sanitaires en lien avec la pandémie de Covid-19. La compétition est qualificative pour les Jeux olympiques de Tokyo.
Il n'y a que deux épreuves : les concours généraux individuels masculin et féminin.
Cette édition est organisée conjointement avec les Championnats d'Afrique de trampoline 2021.

## Médaillés
| Épreuves                     | Or            | Argent        | Bronze        |
| ---------------------------- | ------------- | ------------- | ------------- |
| Hommes                       |               |               |               |
| Concours général individuel  | Omar Mohamed  | Ziad Khater   | Uche Eke      |
| Femmes                       |               |               |               |
| Concours général individuel, | Zeina Ibrahim | Farah Hussein | Naveen Daries |

## Tableau des médailles
- Pays organisateur ( Égypte)

| Rang | Nation         | Or | Argent | Bronze | Total |
| ---- | -------------- | -- | ------ | ------ | ----- |
| 1    | Égypte         | 2  | 2      | 0      | 4     |
| 2    | Afrique du Sud | 0  | 0      | 1      | 1     |
| 2    | Nigeria        | 0  | 0      | 1      | 1     |
|      | Total          | 2  | 2      | 2      | 6     |

## Qualification pour les Jeux olympiques de Tokyo
La compétition attribue deux places masculines et deux places féminines pour les Jeux olympiques d'été de Tokyo 2020, avec la règle d'une seule qualification par pays.
Chez les femmes, l'Égyptienne Zeina Ibrahim et la Sud-Africaine Naveen Daries obtiennent leur qualification. Chez les hommes, l'Égyptien Omar Mohamed se qualifie ; le Nigérian Uche Eke devient le premier gymnaste nigérian à se qualifier pour des Jeux olympiques.